# الیزابت بائر
الیزابت بائر (انگلیسی: Elizabeth Baur؛ زادهٔ ۱ دسامبر ۱۹۴۷) بازیگر اهل ایالات متحده آمریکا بود. وی بین سال‌های ۱۹۶۸ تا ۱۹۹۳ میلادی فعالیت می‌کرد.
از فیلم‌ها یا برنامه‌های تلویزیونی که وی در آن نقش داشته است، می‌توان به آیرونساید، بتمن و لنسر اشاره کرد.